# Cerocala confusa
Cerocala confusa is een vlinder uit de familie spinneruilen (Erebidae). De wetenschappelijke naam is voor het eerst geldig gepubliceerd in 1913 door Warren.
De soort komt voor in tropisch Afrika.